# Liste des titres musicaux numéro un aux États-Unis en 1975
Voici la liste les titres musicaux ayant eu le plus de succès au cours de l'année 1975 aux États-Unis d'après le magazine Billboard.

## Historique
| Date         | Artiste(s)                           | Titre                                                          | Référence |
| ------------ | ------------------------------------ | -------------------------------------------------------------- | --------- |
| 4 janvier    | Elton John                           | Lucy in the Sky with Diamonds                                  |           |
| 11 janvier   | Elton John                           | Lucy in the Sky with Diamonds                                  |           |
| 18 janvier   | Barry Manilow                        | Mandy                                                          |           |
| 25 janvier   | The Carpenters                       | Please Mr. Postman                                             |           |
| 1er février  | Neil Sedaka                          | Laughter in the Rain                                           |           |
| 8 février    | Ohio Players                         | Fire                                                           |           |
| 15 février   | Linda Ronstadt                       | You're No Good                                                 |           |
| 22 février   | Average White Band                   | Pick Up the Pieces                                             |           |
| 1er mars     | Eagles                               | Best of My Love                                                |           |
| 8 mars       | Olivia Newton-John                   | Have You Never Been Mellow                                     |           |
| 15 mars      | The Doobie Brothers                  | Black Water                                                    |           |
| 22 mars      | Frankie Valli                        | My Eyes Adored You                                             |           |
| 29 mars      | Patti LaBelle                        | Lady Marmalade                                                 |           |
| 5 avril      | Minnie Riperton                      | Lovin' You                                                     |           |
| 12 avril     | Elton John                           | Philadelphia Freedom                                           |           |
| 19 avril     | Elton John                           | Philadelphia Freedom                                           |           |
| 26 avril     | B. J. Thomas                         | (Hey Won't You Play) Another Somebody Done Somebody Wrong Song |           |
| 3 mai        | Tony Orlando and Dawn                | He Don't Love You (Like I Love You)                            |           |
| 10 mai       | Tony Orlando and Dawn                | He Don't Love You (Like I Love You)                            |           |
| 17 mai       | Tony Orlando and Dawn                | He Don't Love You (Like I Love You)                            |           |
| 24 mai       | Earth, Wind and Fire                 | Shining Star                                                   |           |
| 31 mai       | Freddy Fender                        | Before the Next Teardrop Falls                                 |           |
| 7 juin       | John Denver                          | Thank God I'm a Country Boy                                    |           |
| 14 juin      | America                              | Sister Golden Hair                                             |           |
| 21 juin      | Captain & Tennille                   | Love Will Keep Us Together                                     |           |
| 28 juin      | Captain & Tennille                   | Love Will Keep Us Together                                     |           |
| 5 juillet    | Captain & Tennille                   | Love Will Keep Us Together                                     |           |
| 12 juillet   | Captain & Tennille                   | Love Will Keep Us Together                                     |           |
| 19 juillet   | Wings                                | Listen to What the Man Said                                    |           |
| 26 juillet   | Van McCoy and the Soul City Symphony | The Hustle                                                     |           |
| 2 août       | Eagles                               | One of These Nights                                            |           |
| 9 août       | Bee Gees                             | Jive Talkin'                                                   |           |
| 16 août      | Bee Gees                             | Jive Talkin'                                                   |           |
| 23 août      | Hamilton, Joe Frank & Reynolds       | Fallin' in Love                                                |           |
| 30 août      | KC and the Sunshine Band             | Get Down Tonight (en)                                          |           |
| 6 septembre  | Glen Campbell                        | Rhinestone Cowboy                                              |           |
| 13 septembre | Glen Campbell                        | Rhinestone Cowboy                                              |           |
| 20 septembre | David Bowie                          | Fame                                                           |           |
| 27 septembre | John Denver                          | I'm Sorry/Calypso                                              |           |
| 4 octobre    | David Bowie                          | Fame                                                           |           |
| 11 octobre   | Neil Sedaka                          | Bad Blood                                                      |           |
| 18 octobre   | Neil Sedaka                          | Bad Blood                                                      |           |
| 25 octobre   | Neil Sedaka                          | Bad Blood                                                      |           |
| 1er novembre | Elton John                           | Island Girl                                                    |           |
| 8 novembre   | Elton John                           | Island Girl                                                    |           |
| 15 novembre  | Elton John                           | Island Girl                                                    |           |
| 22 novembre  | KC and the Sunshine Band             | That's the Way (I Like It)                                     |           |
| 29 novembre  | Silver Convention                    | Fly, Robin, Fly                                                |           |
| 6 décembre   | Silver Convention                    | Fly, Robin, Fly                                                |           |
| 13 décembre  | Silver Convention                    | Fly, Robin, Fly                                                |           |
| 20 décembre  | KC and the Sunshine Band             | That's the Way (I Like It)                                     |           |
| 27 décembre  | The Staple Singers                   | Let's Do It Again                                              |           |